# Збогом, Вијетнаме (2. део)
Епизода Збогом, Вијетнаме (2. део) је 14. епизода 9. сезоне серије "МЗИС: Лос Анђелес". Премијерно је приказана 11. марта 2018. године на каналу ЦБС.

## Опис
Сценарио за епизоду је писао Р. Скот Џемил, а режирао ју је Џон Питер Кјузакис.
Екипа ОПР-а мора да ради са Хетином старом јединицом како би је пронашла пре него што буде продата, а Нел и Ерик са Сидни како би открили податак који би помогао екипи.
У овој епизоди се појављује контраадмирал у пензији Алберт Џетро Чегвиден. 

## Ликови

### Из серијеМЗИС: Лос Анђелес
- Крис О’Донел као Гриша Кален
- Данијела Руа као Кензи Блај
- Ерик Кристијан Олсен као Мартин А. Дикс
- Берет Фоа као Ерик Бил
- Рене Фелис Смит као Нел Џоунс
- Ниа Лонг као Шеј Мозли
- Линда Хант као Хенријета Ленг
- Ел Ел Кул Џеј као Сем Хана

### Из серијеВојни адвокати
- Џон М. Џексон као Алберт Џетро Чегвиден